# Arlequín enamorado
Arlequín enamorado o Corazón de Arlequín ("Harlequin Valentine") es un relato de Neil Gaiman, aparecido en 1999 y en forma de novela gráfica en 2001. 
La historia es parte de una recopilación de cuentos titulada Objetos frágiles. En este ocasión se trata de una historia corta en la que aparecen personajes de la comedia del arte en una versión actualizada en la que se mezclan comedia, tragedia y romance.

## Novela gráfica
La novela gráfica fue dibujada por John Bolton, y publicada por "Dark Horse Books", en inglés, y por Norma Editorial (2004), Thalos (2006) y ECC cómics (2016) en español. Incluye notas informativas sobre los personajes de la comedia del arte y sobre la forma de dibujar de John Bolton. 
El estilo de las imágenes es muy realista: en ellas se combina un estilo fotográfico con colores procedentes de un universo fantástico. Todo ello ha sido retocado digitalmente.

## Argumento
Arlequín se enamora de una joven llamada Missy, y el día de San Valentín decide dejarle su corazón clavado en la puerta de su casa. Ella recoge el corazón y trata de averiguar su procedencia mientras Arlequín la persigue de forma invisible.